# Tachygyna gargopa
Tachygyna gargopa är en spindelart som först beskrevs av Crosby och Bishop 1929.  Tachygyna gargopa ingår i släktet Tachygyna och familjen täckvävarspindlar. Inga underarter finns listade i Catalogue of Life.